# 나디에 코모 투
《나디에 코모 투》(스페인어: Nadie como tú)는 2023년 방영된 멕시코의 텔레노벨라이다.